# Бил Смитрович
Вилијам Стенли Змитрович мл. (енгл. William Stanley Zmitrowicz Jr.; рођен у Бриџпорту, Конетикат, 16. мај 1947), познатији као Бил Смитрович (енгл. Bill Smitrovich), амерички је позоришни, филмски и ТВ глумац.
Његова филмска каријера укључује наслове као што су Сребрни метак (1985), Ловац на људе (1986), Временски теснац (1995), Фантом (1996), Дан независности (1996), Председнички авион (1997), Тринаест дана (2000), Под будним оком (2008), Тед (2012) и још много тога.